# Brigada Z
Brigada Z es una saga de películas argentinas de género cómico policial. Se trataba de una serie de películas que narraba las disparatadas aventuras de la Brigada Z, un equipo de policías incompetentes encarnados por Emilio Disi (Emilio), Berugo Carámbula (Berugo "Benito" Gilglins), Gino Renni (Gino Foderone) y Alberto Fernández de Rosa (Alberto Rosales). Hubo una primera serie de esta saga que estuvo compuesta por cuatro películas filmadas entre 1986 y 1990, todas dirigidas por Carlos Galettini, mientras que en 2006 se le dio continuidad a la saga con 5 películas más, dirigidas por Rodolfo Ledo.
El nombre de esta brigada fue pensado como una contrapartida a la serie estadounidense The A-Team (conocida en Argentina como Brigada A). Al mismo tiempo, toma características de la saga de películas Police Academy.
Si bien las principales entregas de esta saga hacen referencia a las aventuras de un grupo de policías, hay entregas que se refieren a la misma brigada, pero cumpliendo funciones de bañeros. Estas últimas películas son agrupadas en una saga interna conocida como la saga "Bañeros", la cual tuvo comienzo con la película Los bañeros más locos del mundo.

## Argumento de la saga
Por lo general, el argumento de cada una de las películas que conforman esta saga básicamente es el mismo, iniciando siempre con una escena en la que se ve a los integrantes de la Brigada en situaciones completamente despreocupadas al momento de ser llamados a cumplir con su deber, al cual acuden por lo general arruinando la misión. Tras la misión, son citados al despacho por su jefe (Mario Jorobatti en las primeras 2 entregas y Carlos Fierro en Los Matamonstruos), donde son duramente reprendidos y devueltos a patrullar la calle. A partir de allí, comienzan su tarea que siempre culmina exitosamente con la aprehensión de los malos. Tras esto, en el final siempre ocurre alguna situación por la cual un explosivo detona, dejando maltrechos a los protagonistas, quienes terminan mirando a la cámara y saludando a la audiencia.

## Algunos personajes que aparecen
- Moria Casán (Margarita Zabaleta)
- Mario Castiglione (Sargento Mario Jorobatti, o Sargento Vinagre como lo llama la Brigada Z)
- Tincho Zabala (Don Genaro, dueño del restaurante amigo de Emilio en Brigada Explosiva Contra Los Ninjas y médico en el avión en Los Pilotos Más Locos Del Mundo)
- Jorge Montejo (Paolo "El Rockero")
- Esteban Mellino (Licenciado Diógenes Lambetain)
- Nathán Pinzón (Profesor Carlofis)
- Adrián "Facha" Martel (León en Los bañeros más locos del mundo y Adrián en Los Pilotos Más Locos Del Mundo)
- Mónica Gonzaga (Victoria)
- Adriana Brodsky (Adriana)
- Guillermo Francella (Pelícano en Brigada Explosiva, Profesor Lungo en Los Pilotos Más Locos Del Mundo y Guillermo en Bañeros 2: La Playa Loca )
- Carlos Balá (Sargento Carlos Fierro)
- Edgardo Mesa (Relator)
- Bicho Gómez (Pito)
- Toti Ciliberto (Poto)
- Luciana Salazar (Brigadista Luli)
- Jorge Rodrigo Barrios (Brigadista Hiena)
- Martín Del Río (Actor) (Brigadista Tigre)
- Enrique Quailey (Jack Banister)
- René Castillo (Stevenson)
- Nelson Rodríguez Tomps (Joe "Gorila")

## Villanos
- Norman Erlich (Cicatríz)
- Daniel Guerrero (Macarius)
- Horacio Ranieri (Nicolás)
- Onofre Lovero (Profesor)
- Guillermo Francella (Pelícano)
- Christian Sancho (Mr. Shet Chang)
- Pamela David (Susy Wong)

## La participación de Guillermo Francella
Originalmente Guillermo Francella apareció por primera vez en la saga, encarnando a un incompetente villano en la película Brigada explosiva. Luego de eso, no volvió a aparecer hasta que tras el estreno de Los Matamonstruos se produjo la salida de Berugo Carámbula, lo que le abrió nuevamente las puertas para retornar, aunque en esta oportunidad, interpretando a un aliado del equipo en la película Los pilotos, la primera sin Carámbula en la alineación protagonista. Tras el estreno de esta película, se planificó la posibilidad de una secuela de Bañeros la cual se terminó concretando, pero únicamente con las presencias de Disi y Francella, pero sin Fernández de Rosa y con Renni interpretando a un nuevo personaje, ajeno a la vieja Brigada Z. Finalmente, para el año 2006 se planificó una tercera película de la saga interna "Bañeros", la cual iba a estar protagonizada por los humoristas Pablo Granados, Pachu Peña y Freddy Villarreal, junto a los viejos miembros de Brigada Z. Sin embargo, debido a la imposibilidad de Berugo Carámbula de retomar su papel en el equipo (se había retirado tras habérsele diagnosticado Mal de Parkinson), la producción volvió a recurrir a Francella, a quien se lo acomodó en la trama nuevamente con su rol encarnado en Bañeros 2, pero alejado del trío principal (Disi, Renni y Fernández).

## Saga
- 1986: Brigada Explosiva
- 1986: Brigada explosiva contra los ninjas
- 1987: Los Bañeros Más Locos Del Mundo
- 1987: Los matamonstruos en la mansión del terror
- 1988: Los Pilotos Más Locos Del Mundo
- 2006: Bañeros 3: Todopoderosos
- 2008: Brigada Explosiva: Misión Pirata

### Saga interna Bañeros
- Los bañeros más locos del mundo
- Bañeros II, la playa loca
- Bañeros 3: Todopoderosos
- Bañeros 4: Los Rompeolas
- Bañeros 5: Lentos y Cargosos